# 운광
운광은 한국의 쌀 품종이다. 2018년 기준 대한민국에서 여덟 번째로 널리 재배된 쌀이다. 농촌진흥청이 육종한 최고품질 쌀의 하나다.